# Дауи Иарлате
Дауи Иарлате (др.‑ирл. Dauí Iarlaithe; V век) — правитель Иармуму (Западного Мунстера) из рода Лох-Лейнских Эоганахтов, одной из ветвей правившей в королевстве Мунстер династии Эоганахтов. Возможно, также король всего Мунстера (конец V века).

## Биография
Дауи Иарлате был внуком Кайрпре Луахры, первого правителя находившегося в окрестностях озёр Килларни суб-королевства Иармуму. Один из ирландских генеалогических трактатов сообщает, что после смерти своего отца Мане (или Майтне) он унаследовал престол Иармуму. Предполагается, что со времён Дауи Иарлате правители Иармуму начали обосабливать свои владения от власти королей Кашела и позднее добились значительной самостоятельности в отношениях с правителями всего Мунстера.
Став правителем Иармуму, Дауи Иарлате отказался платить традиционную дань королю Кашела. Из-за этого между ним и его троюродным братом, королём Мунстера Энгусом мак Над Фройхом, началась война, вероятно, завершившаяся заключением перемирия между соперниками.
На основании существующих исторических источников невозможно составить точно датированную цепь преемственности правителей Мунстера конца V — первой половины VI веков. Из одного раннесредневекового правоведческого трактата известно, что Дауи Иарлате сам был правителем Кашела. Предполагается, что ему удалось овладеть этим королевством после смерти Энгуса, погибшего в 490 или 492 году. В то же время, ни средневековые списки правителей этого королевства, ни ирландские анналы не наделяют Дауи Иарлате титулом «король Кашела», называя преемниками Энгуса его сыновей Эохайда или Федлимида. В некоторых исторических источниках Дауи называется узурпатором престола, а не законным правителем всего Мунстера.
Хотя сведения о жизни Дауи Иарлате очень немногочисленны, историки считают, что этот правитель мог сыграть важную роль в распространении власти королей Кашела на ближайшие с их владениями мунстерские земли. Предполагается, что он вёл завоевательную политику в отношении своих южных и западных соседей. Исторические источники сообщают о победе Дауи Иарлате в сражении при Финдасе над Фиахрой мак Мак Кайлле, предком септа Уи Лиатайн, а также о его гибели в битве, когда он попытался подчинить своей власти жившее вблизи Лох-Дерга племя Уайтни.
Дата смерти и продолжительность правления Дауи Иарлате неизвестны. После кончины Дауи суб-королевство Иармуму унаследовал его сын Кобтах, а престол Кашела перешёл к сыновьям Энгуса мак Над Фройха. Некоторые из потомков Дауи Иарлате (например, его правнук Аэд Беннан) также владели титулом «король Мунстера».